# William Lobb
William Lobb (* 1809 im Cornwall, England; † 1863 oder 1864 in San Francisco) war ein britischer  Pflanzensammler. Sein offizielles botanisches Autorenkürzel lautet „W.Lobb“.

## Leben und Wirken
Zusammen mit seinem Bruder Thomas Lobb war William Lobb als Pflanzensammler für die Firma Veitch & Sons 1840–1848 in Brasilien, Argentinien, Chile, Peru, Kolumbien und Ecuador sowie 1849–1857 in Kalifornien und Oregon unterwegs.
Unter anderem brachte er Araucaria imbricata, Begonia coccinea, Berberis darwinii, Cynoches pentadactylon, Patagonische Zypresse (Fitzroya cupressoides), Passiflora actinea und Phalaenopsis amabilis nach Europa.
Lobb veröffentlichte seine Berichte und Entdeckungen in botanischen Zeitschriften wie dem Curtis's Botanical Magazine.
Im Santa-Lucia-Gebirge in Kalifornien sammelte er Samen des Küstenmammutbaums (Sequoia sempervirens). Das Material übergab er seinem Kollegen John Lindley, der es auswertete. Bereits zwei Wochen später berichtete er von einer weiteren Mammutbaumart unter der Bezeichnung Wellingtonia gigantea, benannt nach dem ein Jahr zuvor verstorbenen Herzog von Wellington. Es handelt sich um den Riesenmammutbaum mit heutigem Taxon Sequoiadendron giganteum.
1855 widmete ihm der französische Rosenzüchter Jean Laffay (1795–1878) die berühmte Moosrose 'William Lobb'. Er starb 1864 und wurde auf dem Friedhof Cypress Lawn Memorial Park in Colma bestattet.